# География Новосибирской области

Новосибирская область на карте России

Новосибирская область — один из субъектов Российской Федерации.
Площадь области 177,8 тыс. км². Это 19-й по территории субъект, занимающий 1,04 % площади страны.

## Расположение
Территория находится на юго-востоке Западно-Сибирской равнины. Область граничит на севере с Томской областью, на юго-западе — с Казахстаном, на западе — с Омской областью, на юге — с Алтайским краем, на востоке — с Кемеровской областью, в центре расположен административный центр области Новосибирск.

### Общие географические сведения
Новосибирская область расположена на юго-востоке Западно-Сибирской равнины и в предгорьях Салаирского кряжа. Рельеф области неоднороден. Долина р. Оби разделяет её территорию на две неравные части. Левобережная часть, составляющая около 80 % территории, расположена на обширной равнине Обь-Иртышского междуречья (Васюганская равнина, Барабинская и Кулундинская низменности), где высоты колеблются от 100 до 200 метров над уровнем моря, и лишь на Приобском плато — до 300 метров. Пологосклонные возвышенности здесь чередуются с обширными низменностями, слабо расчленёнными негустой сетью широких плоскодонных и неглубоких долин с медленно текущими реками. В рельефе присутствуют гривы и межгривные понижения, вытянутые с северо-востока на юго-запад протяжённостью в десятки километров. В понижениях — болота и озёра. Главная река — Обь. Область расположена в зонах южной тайги, смешанных лесов и лесостепи, лесистость — 26 %. Входит в Сибирский федеральный округ. Граничит с Омской, Томской, Кемеровской областями, Алтайским краем, на юго-западе — с Казахстаном. Протяжённость с запада на восток — более 600 километров, с юга на север — более 400 километров. Территория — 178,2 тысяч км2, численность населения 2 798 170 человек (2020), национальный состав: русские, украинцы, татары, белорусы, немцы, казахи и др.; городских жителей — 73,7 %. Включает 30 административных районов, 14 городов, 20 посёлков городского типа. Крупные города: Новосибирск, Бердск, Искитим. Административный центр — Новосибирск, расположен в 3191 километре к востоку от Москвы, на берегах Оби, рядом с Новосибирским водохранилищем, население 1612,8 тысяч человек.

## Геология

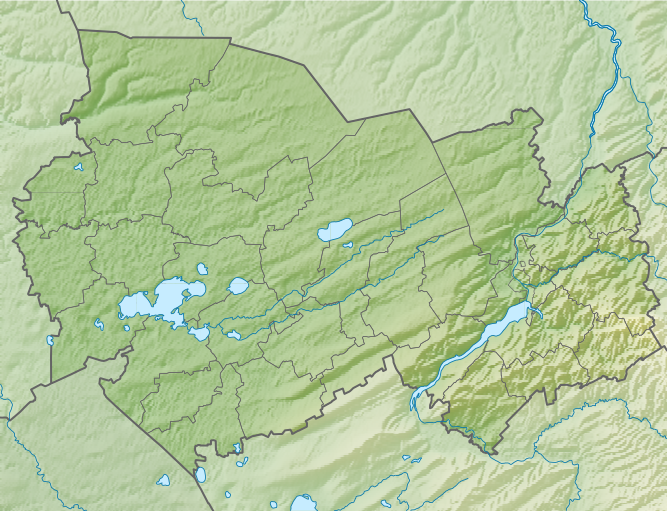
Рельефная карта Новосибирской области

### Рельеф
Рельеф Новосибирской области преимущественно равнинный. Часть области, расположенную слева от реки Обь, занимает низменная равнина (120 метров над уровнем моря) с гривообразными повышениями рельефа высотой 3-10 метров. Правый берег Оби более возвышенный, холмистый. На востоке области расположен Салаирский кряж с самой высокой точкой области (502 метра над уровнем моря).

### Полезные ископаемые
Новосибирская область богата такими полезными ископаемыми, как каменный уголь, тугоплавкие глины, торф, высококачественные антрациты, руды цветных металлов (диоксид титана и диоксид циркония).

#### Минерально-сырьевые ресурсы
Область сравнительно бедна ресурсами углеводородного сырья. Государственным балансом учитывается одно газоконденсатное месторождение со свободным газом и 4 нефтегазовых месторождения с растворённым газом, с суммарными запасами газа около 2,9 миллиарда м3 по промышленным категориям.
Учитывается 7 месторождений нефти с разведанными запасами всех категорий около 47 миллионов тонн, прогнозные ресурсы оцениваются в 111 миллионов тонн. Добыча — около 1 миллиона тонн в год. Наиболее крупное месторождение — Верх-Тарское.
Имеются ресурсы каменных углей, в том числе коксующихся. Разведанные запасы углей (6-7 месторождений) составляют около 800 миллионов тонн (по всем категориям разведанности), прогнозные ресурсы оцениваются в 6,5 миллиардов тонн. Месторождения углей пригодны как для открытой, так и для подземной разработки. Добыча углей составляет порядка 0,8 миллиона в год, в основном — разрезами.
Область располагает крупнейшими ресурсами торфа, из которых на Васюганское месторождение в пределах области приходится около 7 миллиардов тонн (80 % от общих) при площади месторождения 1,6 миллиона гектар. Из общих ресурсов разведано около 1 миллиарда тонн. Добыча торфа производится в небольших объёмах, в основном для нужд сельского хозяйства.
Из металлических полезных ископаемых в области учитывается 24 россыпных месторождения золота и одно рудное. Эксплуатируются 5 рудных месторождений. Добыча золота незначительна.
Открыто Ордынское россыпное месторождение титана и циркония. Прогнозные ресурсы составляют 16 миллионов тонн диоксида титана и 4 миллионов тонн диоксида циркония.
Учтено два месторождения бокситов (Маслянинский район) с забалансовыми запасами 2068 тысяч тонн, два месторождения россыпного олова (Колыванский и Новосибирский районы) с забалансовыми запасами 588 тонн. Среднее содержание олова в россыпи 456 г/м3.
Общераспространённые полезные ископаемые представлены месторождениями стройматериалов. Учитывается 18 месторождений строительного камня, из них разрабатывается 13, годовая добыча составляет около 2,5 миллионов тонн. Месторождения камня представлены диабазами, порфиритами, гранитами, известняками и др. скальными породами. Запасы месторождения мрамора у села Петени в Маслянинском районе составляют 3,2 миллиона тонн. Цементное сырьё представлено известняками и глинистыми сланцами (Чернореченское месторождение). Имеются месторождения керамзитовых глин.
Сырьевая база общераспространённых полезных ископаемых в области достаточна как для удовлетворения собственных нужд, так и для вывоза за пределы области. Есть обоснованные геологические предпосылки для организации поисков и разведки этих видов сырья на новых площадках. Однако, это не касается месторождений строительных песков, которые в области приурочены только к руслу и долине реки Оби, где развивать их добычу нецелесообразно по природоохранным причинам. 

#### Геологические памятники природы
Озеро Карачи (гидрогеологического типа федерального ранга) — в Чановском районе. Озеро с высокоминерализованной рапой и биологически активной лечебной грязью. Тип рапы — хлоридно-натриевый, повышенная щёлочность, обусловленная процессами сульфат-редукции. Волчья Грива (палеонтологического типа федерального ранга с заказным режимом охраны) — урочище в окрестностях села Мамонтова Каргатского района. Здесь обнаружено уникальное по масштабам захоронение скелетных остатков мамонтовой фауны. Буготагские сопки (тектонического, петрографического и геоморфологического типов федерального ранга) — Буготагская возвышенность включает в себя сопки Лысая, Мохнатая, Большая и Безымянная, являющихся сочленением каледонских структур Салаирского кряжа и герцинских образований Колывань-Томской складчатой зоны.

## Гидрография
По территории Новосибирской области протекает река Обь, протяжённость которой в пределах области составляет около 400 километров, то есть 11 % от общей длины, а водосборная площадь бассейна в пределах области составляет 110 тысяч км², то есть 3,68 % от общей водосборной площади бассейна.

### Водные ресурсы
Поверхностные воды. В области около 3000 рек, из них 12 протяжённостью свыше 100 километров, более 2500 озёр; территориально поверхностные воды в области размещены крайне неравномерно. Главная река — Обь — протекает в границах области на протяжении 400 километров. На реки Оби в 1956 году была построена Новосибирская ГЭС. Новосибирское водохранилище имеет площадь водного зеркала более 1000 км². В бассейне реки Оби насчитывается до 230 рек. Все реки зимой покрываются льдом, некоторые промерзают до дна. В среднем по водности годовой речной сток в области составляет около 6 км3. Характерным элементом ландшафта области являются озёра, которые занимают 3,5 % территории области. Озёра в основном пресные и только немногие (менее 10 %), расположенные в наиболее засушливой юго-западной части, солоноватые и солёные. В правобережной части озёр почти нет. Озеро Чаны (Большие Чаны) имеет самую большую площадь акватории в Западной Сибири, 1708—2269 км² (в зависимости от сезонных и годовых колебаний уровня); глубина до 10 метров. В области много болот.
Подземные воды. Область богата ресурсами подземных вод: пресных и маломинерализированных, на базе которых эксплуатируется более 9 тысяч водозаборных скважин для обеспечения хозяйственно-питьевого водоснабжения населения, а также минеральных и термальных — соответственно для лечебных целей и теплофикации. Прогнозные ресурсы подземных вод в области (в пределах артезианского бассейна) оцениваются в количестве 11 543,5 тысяч м3/сутки. Разведаны, утверждены или приняты к сведению эксплуатационные запасы подземных вод по 62 месторождениям и участкам в общем объёме 1566,1 тысяч м3/сутки (или 13,5 % от прогнозных ресурсов). Из них запасы в количестве 535,48 тысяч м3/сутки подготовлены для промышленного освоения. Степень использования разведанных месторождений и участков невелика — всего эксплуатируется 17 месторождений, освоено 10 % из подготовленных к промышленному освоению запасов. Разведанные эксплутационные запасы минеральных вод в области составляют 3096 м3/сутки. Всего разведано или выявлено 18 месторождений и участков, в том числе радоновых вод в городе Новосибирске и в его окрестностях — 12. Эксплуатируется 4 месторождения минеральных вод без специфических компонентов (для розлива и ванн) и 3 месторождения радоновых вод, с суммарным водоотбором 572 м3/сутки.

## Климат и растительность
Территория Новосибирской области располагается в трёх природных зонах: лесной, лесостепной и степной.
Лесная зона широкой полосой протянулась вдоль северной границы Новосибирской области. Она делится на подзону темнохвойной тайги и подзону лиственных лесов. В эту зону входят Кыштовский и Северный районы, а также северные части Убинского, Чулымского, Колыванского и Болотнинского районов. Поверхность зоны представляет собой низменность со слабо выраженными продолговатыми холмами (увалами), почва почти сплошь заболочена.
Южнее пролегла лесостепь, которая занимает большую часть обширной Барабинской низменности и почти всё правобережье Оби. В лесостепную зону входят районы: Усть-Таркский, Венгеровский, Куйбышевский, юг Убинского, Каргатский, юг Чулымского, Коченёвский, юг Колыванского, Новосибирский, юг Болотнинского, Тогучинский, Татарский, Чановский, Барабинский, Здвинский, Доволенский, Ордынский, Искитимский, Маслянинский, Сузунский и Черепановский. Для ландшафта этой зоны характерны поля, луга, берёзовые и берёзово-осиновые перелески и рощицы (колки). Важными элементами ландшафта, накладывающими своеобразие на всю зону, являются многочисленные озёра, болота, займища.
В степную зону входит шесть районов: Чистоозёрный, Купинский, Кочковский, Баганский, Карасукский и Краснозёрский. Рельеф территории — волнистая равнина, основным элементом которой является степь. Около 60 процентов земель — распахано. Облесенность не превышает 3-5 %.

### Лесные ресурсы
Область расположена в зонах южной тайги, смешанных лесов и лесостепи. Общая площадь земель лесного фонда — 6332,2 тысяч гектар, лесистость — 26 %, общий запас древесины на корню — 488,8 миллионов кубических метров. Доля гарей от общей площади лесов — 0,533 %, доля вырубок — 0,88 %. Наибольший процент лесистости — в зоне южной тайги (35 %); на Барабинской низменности лесистость — 11 %. На севере области — заболоченная тайга (пихта, ель, сосна, кедр с примесью берёзы, осины, редко лиственницы); южнее — лиственные леса и типичная лесостепь с берёзовыми колками и сосновыми борами. Леса области из-за недостаточного объёма пользования древесиной стареют. Имеются очаги размножения сибирского и непарного шелкопряда.

### Биологические ресурсы суши и водные биологические ресурсы
Растения. Создана электронная база данных «Флора Новосибирской области», содержащая сведения о 1321 виде. Наибольшее число видов насчитывается в семействах: сложноцветные, злаковые, осоковые, бобовые, крестоцветные, розоцветные, лютиковые и ряде других. Из 510 родов наиболее крупные: осоки, лапчатки, полыни, ивы, астрагалы, лютики, мятлики, вики, вероники и фиалки. Повторно издана «Красная книга Новосибирской области», включающая 120 видов растений. По сравнению с предыдущей публикацией увеличилось число видов, находящихся в угрожаемом состоянии за счёт переведённых из предыдущей категории, а также вновь обнаруженных реликтовых и крайне редких видов.
Животные. Основную долю биологического разнообразия области (свыше 90 %) составляют мелкие беспозвоночные животные. Составлены аннотированные перечни видов животных, включившие более 4000 видов беспозвоночных. Охотничье-промысловые звери и птицы: белка, барсук, бобр, волк, горностай, гуси, заяц-беляк, заяц-русак, кабан, колонок, корсак, косуля, лисица, лось, медведь, ондатра, росомаха, рысь, соболь, хорь, сурок, глухарь, куропатка серая, куропатка белая, рябчик, тетерев, утки всех видов. Основными объектами добычи пушных зверей в области являются ондатра, заяц-беляк, лисица обыкновенная, горностай и колонок. Из ценных пушных зверей (охота только по лицензиям) — соболь, бобр. Площадь закреплённых охотничьих угодий — 11307 тысяч гектар. Рыбохозяйственный фонд области составляют реки Обь, Иня, Чулым, Омь, Тартас, Тара, Карасук; озёра: Большие Чаны, Унское, Сартлан. Основные промысловые виды рыб: пелядь, налим, язь, щука, лещ, судак, сазан, плотва, окунь, карась. Охраняемый вид — обский осётр. Область регулярно даёт более половины общего вылова Обского бассейна. Высокая рыбопродуктивность Новосибирского водохранилища обеспечивает ежегодный вылов от 900 до 1200 тонн. Водохранилище является наиболее эксплуатируемым водоёмом. На реке Обь промышленный лов развит слабо, основной промысел сосредоточен на приплотинном участке Новосибирской ГЭС, где наблюдаются массовые скопления леща, скатывающегося из водохранилища, и в отдельные периоды наблюдаются небольшие подходы язя из нижних участков реки. Важным рыбопромысловым водоёмом области с высокой продуктивностью считается озеро Большие Чаны. Развито лицензионное рыболовство (судак, пелядь).

### Климатические ресурсы
Климат резко континентальный. Ярко выражены 4 сезона года. Суровая и продолжительная зима с устойчивым снежным покровом от 20 см на юго-западе, до 50-70 см на севере, в отдельные периоды — с сильными ветрами и метелями. Возможны оттепели, но они кратковременны и наблюдаются не ежегодно. Снежный покров держится от 150 дней на юге до 180 — на севере. Средняя температура января 18 — 20 °С ниже ноля. Лето жаркое, но сравнительно короткое — от 90 до 100 дней на севере и до 120—130 дней на юге. Самый тёплый месяц — июль (+18 °С…+20 °С). Переходные сезоны (весна, осень) короткие и отличаются неустойчивой погодой, возвратами холодов, заморозками. Средняя годовая сумма осадков составляет 414 мм (от 290 до 540 мм). До 70 % осадков выпадает в виде дождей, в основном ливневых с грозами. Преобладают южные и юго-западные ветры. В южных степных районах наблюдаются суховеи и засухи. Вегетационный период от 144—148 дней на севере, до 158—163 дней на юге.

### Рекреационные ресурсы и особо охраняемые природные территории
На территории области расположен заповедник «Васюганский». Имеются природные и культурно-этнографические объекты, туристско-экскурсионные маршруты и лечебные туры. Курорт «Озеро Карачи», санатории «Красноозёрский» и «Доволенский» известны благодаря своим природным факторам и эффективностью лечения. Грязевой и бальнеологический курорт «Озеро Карачи» — расположен в Чановском районе, в 394 км к западу от Новосибирска, в 13 км от посёлка городского типа Чаны, вблизи железнодорожной станции Озеро Карачинское. Лечение заболеваний органов движения и опоры, нервной системы, желудка и кишечника, гинекологических болезней. Санаторий, грязелечебница, питьевая галерея. Целебные свойства озера Карачи используются с 1889. Площадь зелёных массивов и насаждений в городах: всего — 33 тыс. га; в расчёте на одного городского жителя — 163,1 м2.